# 10056 Johnschroer
10056 Johnschroer è un asteroide della fascia principale. Scoperto nel 1988, presenta un'orbita caratterizzata da un semiasse maggiore pari a 2,3485277 UA e da un'eccentricità di 0,0668043, inclinata di 5,73552° rispetto all'eclittica.